# 大苞粗毛杨桐
大苞粗毛杨桐（学名：Adinandra hirta var. macrobracteata）为山茶科杨桐属下的一个变种。

## 扩展阅读
- 維基物種上的相關：大苞粗毛杨桐